# Saint-Cornier-des-Landes
Saint-Cornier-des-Landes és un municipi delegat francès, situat al departament de l'Orne i a la regió de Normandia. L'any 2007 tenia 695 habitants.
L'1 de gener de 2015, Saint-Cornier-des-Landes va fusionar amb sis municipis i formar el municipi nou de Tinchebray-Bocage.

## Demografia

### Població
El 2007 la població de fet de Saint-Cornier-des-Landes era de 695 persones. Hi havia 287 famílies de les quals 90 eren unipersonals (29 homes vivint sols i 61 dones vivint soles), 78 parelles sense fills, 90 parelles amb fills i 29 famílies monoparentals amb fills.
La població ha evolucionat segons el següent gràfic:
Habitants censats

### Habitatges
El 2007 hi havia 360 habitatges, 296 eren l'habitatge principal de la família, 35 eren segones residències i 29 estaven desocupats. 332 eren cases i 28 eren apartaments. Dels 296 habitatges principals, 197 estaven ocupats pels seus propietaris, 98 estaven llogats i ocupats pels llogaters i 1 estava cedit a títol gratuït; 14 tenien una cambra, 18 en tenien dues, 36 en tenien tres, 88 en tenien quatre i 139 en tenien cinc o més. 240 habitatges disposaven pel capbaix d'una plaça de pàrquing. A 134 habitatges hi havia un automòbil i a 129 n'hi havia dos o més.

### Piràmide de població
La piràmide de població per edats i sexe el 2009 era:
| Homes | Edats   | Dones |
| ----- | ------- | ----- |
| 0     | 95 o +  | 0     |
| 4     | 90 a 94 | 0     |
| 0     | 85 a 89 | 8     |
| 4     | 80 a 84 | 4     |
| 12    | 75 a 79 | 8     |
| 16    | 70 a 74 | 20    |
| 20    | 65 a 69 | 24    |
| 12    | 60 a 64 | 12    |
| 12    | 55 a 59 | 20    |
| 16    | 50 a 54 | 12    |
| 28    | 45 a 49 | 20    |
| 44    | 40 a 44 | 36    |
| 16    | 35 a 39 | 16    |
| 8     | 30 a 34 | 24    |
| 24    | 25 a 29 | 16    |
| 12    | 20 a 24 | 12    |
| 32    | 15 a 19 | 36    |
| 32    | 10 a 14 | 36    |
| 12    | 5 a 9   | 24    |
| 8     | 0 a 4   | 12    |

## Economia
El 2007 la població en edat de treballar era de 434 persones, 331 eren actives i 103 eren inactives. De les 331 persones actives 295 estaven ocupades (158 homes i 137 dones) i 35 estaven aturades (14 homes i 21 dones). De les 103 persones inactives 43 estaven jubilades, 29 estaven estudiant i 31 estaven classificades com a «altres inactius».

### Ingressos
El 2009 a Saint-Cornier-des-Landes hi havia 282 unitats fiscals que integraven 672,5 persones, la mediana anual d'ingressos fiscals per persona era de 14.802 €.

### Activitats econòmiques
Dels 22 establiments que hi havia el 2007, 1 era d'una empresa extractiva, 1 d'una empresa alimentària, 7 d'empreses de construcció, 4 d'empreses de comerç i reparació d'automòbils, 1 d'una empresa de transport, 4 d'empreses de serveis, 3 d'entitats de l'administració pública i 1 d'una empresa classificada com a «altres activitats de serveis».
Dels 8 establiments de servei als particulars que hi havia el 2009, 1 era una autoescola, 1 paleta, 1 guixaire pintor, 2 lampisteries, 2 electricistes i 1 perruqueria.
Dels 2 establiments comercials que hi havia el 2009, 1 era una botiga de menys de 120 m² i 1 una fleca.
L'any 2000 a Saint-Cornier-des-Landes hi havia 33 explotacions agrícoles que ocupaven un total de 984 hectàrees.

## Equipaments sanitaris i escolars
El 2009 hi havia una escola elemental.

## Poblacions més properes
El següent diagrama mostra les poblacions més properes.